# Копа Америка у фудбалу за жене 2022 — нокаут фаза
Нокаут фаза Копа Америка у фудбалу за жене 2022. почела је 24. јула 2022. утакмицом плеј-офа за пето место и завршена је 30. јула 2022. финалном утакмицом.

## Формат
У нокаут фази, ако је финале било изједначено на крају 90 минута нормалног времена за игру, играли би се продужеци (два периода од по 15 минута), при чему би сваком тиму било дозвољено да изврши додатну замену. Ако и после продужетака остане нерешено, меч ће бити одлучен извођењем пенала како би се одредили победници. У плеј-офу за пето место, полуфиналу и плеј-офу за треће место неће се играти продужеци и меч ће бити одлучен директном извођењем једанаестераца.

## Квалификоване репрезентације
Две најбоље пласиране екипе из сваке од две групе су се квалификовале у нокаут фазу.
| Група | Победник  | Другопласирани |
| ----- | --------- | -------------- |
| A     | Колумбија | Парагвај       |
| B     | Бразил    | Аргентина      |

## Мрежа
|  | Полуфинале            | Полуфинале |                       |   | Финале | Финале |
|  |                       |            |                       |   |        |        |
|  | 25. јул – Букараманга |            |                       |   |        |        |
|  |                       |            |                       |   |        |        |
|  | Колумбија             | 1          |                       |   |        |        |
|  | Колумбија             | 1          | 30. јул – Букараманга |   |        |        |
|  | Аргентина             | 0          |                       |   |        |        |
|  | Аргентина             | 0          | Колумбија             | 0 |        |        |
|  | 26. јул – Букараманга |            | Колумбија             | 0 |        |        |
|  |                       | Бразил     | 1                     |   |        |        |
|  | Бразил                | Бразил     | 1                     | 2 |        |        |
|  | Бразил                |            |                       | 2 |        |        |
|  | Парагвај              | 0          |                       |   |        |        |
|  | Парагвај              | 0          |                       |   |        |        |

|  | Утакмица за пето место |       |
|  |                        |       |
|  | 24. јул – Арменија     |       |
|  |                        |       |
|  | Чиле (пен.)            | 1 (4) |
|  | Чиле (пен.)            | 1 (4) |
|  | Венецуела              | 1 (2) |
|  | Венецуела              | 1 (2) |

|  | Утакмица за треће место |   |
|  |                         |   |
|  | 29. јул – Арменија      |   |
|  |                         |   |
|  | Аргентина               | 3 |
|  | Аргентина               | 3 |
|  | Парагвај                | 1 |
|  | Парагвај                | 1 |

Сва времена су локална, COT (UTC−5).

## Утакмица за пето место
Победник меча за пето место пласирао се у међуконфедерацијски плеј-оф.
| Чиле                                                                                | 1 : 1                              | Венецуела                                                       |
| ----------------------------------------------------------------------------------- | ---------------------------------- | --------------------------------------------------------------- |
| - Данијела Замора 65’                                                               | Извештај (ФИФА Извештај (Конмебол) | - Дејна Кастељанос 90+2’                                        |
| Пенали                                                                              |                                    |                                                                 |
| - Франциска Лара - Карен Араја - Данијела Замора - Росарио Балмаседа - Карла Гереро | 4–2                                | - Дејна Кастељанос - Кика Морено - Оријана Алтуве - Исаура Висо |

## Полуфинале
Победници полуфинала су се квалификовали за Светско првенство у фудбалу за жене 2023. и на Олимпијске игре 2024..

### Колумбија и Аргентина
| Колумбија         | 1 : 0                               | Аргентина |
| ----------------- | ----------------------------------- | --------- |
| Линда Каиседо 63’ | Извештај (ФИФА) Извештај (Конмебол) |           |

### Бразил и Парагвај
| Бразил                                    | 2 : 0                               | Парагвај |
| ----------------------------------------- | ----------------------------------- | -------- |
| Ари Борхес 16’ · Биа Занерато Беатриз 28’ | Извештај (ФИФА) Извештај (Конмебол) |          |

## Утакмица за треће место
Победник меча за треће место пласирао су се на Светско првенство у фудбалу за жене 2023. Поражени се пласирао у међуконференцијски плеј-оф.
| Аргентина                                              | 3 : 1                               | Парагвај                |
| ------------------------------------------------------ | ----------------------------------- | ----------------------- |
| Јамила Родригез 78’, 90+1’ · Флоренција Бонсегундо 90’ | Извештај (ФИФА) Извештај (Конмебол) | Ромина Нуњез 39’ (а.г.) |

## Финале
| Колумбија | 0 : 1                               | Бразил              |
| --------- | ----------------------------------- | ------------------- |
|           | Извештај (ФИФА) Извештај (Конмебол) | - Дебиња 39’ (пен.) |